# Oncothericles nigeriae
Oncothericles nigeriae är en insektsart som beskrevs av Marius Descamps 1977. Oncothericles nigeriae ingår i släktet Oncothericles och familjen Thericleidae. Inga underarter finns listade i Catalogue of Life.